# Lea Thompson
Pour les articles homonymes, voir Thompson.
Lea Thompson, née le 31 mai 1961 à Rochester dans le Minnesota, est une actrice, productrice et réalisatrice américaine principalement connue pour son rôle de la mère de Marty McFly dans la trilogie Retour vers le futur.

## Biographie

### Enfance, formation et débuts
Lea Thompson naît à Rochester dans le Minnesota. Elle est la plus jeune d'une famille de 5 enfants, de Clifford et Barbara Barry Thompson. Elle a deux sœurs, Coleen Goodrich et Shannon Katona et deux frères, Andrew (danseur de ballet) et Barry. Sa mère est d'origine Irlandaise. Elle habite dans un motel jusqu'à ce que son père trouve un travail à Minneapolis. À l'âge de 6 ans, ses parents divorcent et c'est sa mère, alcoolique, qui continue à s'occuper de la famille. Enfant, elle adore danser. Elle se produit dans plusieurs petits ballets.
Elle étudie le ballet et danse professionnellement à l'âge de 14 ans, en décrochant une bourse pour le American Ballet Theatre, le San Francisco Ballet et le Pennsylvania Ballet. Après que Mikhail Baryshnikov lui-même lui ait annoncé qu'elle n'avait pas le bon corps pour devenir première ballerine, elle change d'orientation pour devenir actrice.
À l'époque, elle a 20 ans et danse professionnellement avec l'American Ballet Theater's Studio Company (alors connu sous le nom d'ABT II). Le directeur artistique, Baryshnikov, renonce alors à l’embaucher, lui disant qu’elle est « trop trapue et pas assez flexible » pour qu’il la garde comme ballerine. De son propre aveu, ce fut pour Lea son « épiphanie quand j'ai décidé d'arrêter de danser et de ne pas être danseuse de ballet. Ce fut un moment merveilleux parce que j’aurais pu me taper la tête contre le mur pendant 10 ans ».
Elle arrive à New York par la suite et, au début des années 1980, joue notamment dans plusieurs publicités télévisées pour Burger King, en même temps que Sarah Michelle Gellar et Elisabeth Shue,.

### Carrière
Lea Thompson obtient un premier rôle dans Les Dents de la mer 3 (1983) où elle rencontre Dennis Quaid qui devient son compagnon. Puis elle donne la réplique au jeune Tom Cruise dans L'Esprit d'équipe. 
En 1984, elle joue aux côtés de Patrick Swayze et Charlie Sheen dans L'Aube rouge. 
En 1985, elle accède à la notoriété grâce à son rôle de Lorraine McFly dans la trilogie Retour vers le futur.
En 1986, parmi toutes les propositions qui s'offrent à elle, elle retient celle de George Lucas, mais le film Howard... une nouvelle race de héros (Howard the Duck, 1986) est un échec commercial retentissant.
En 1987, le réalisateur Howard Deutch lui propose un rôle qu'elle refuse d'abord, avant d'accepter sur son insistance. Ils tombent amoureux, et Lea quitte Dennis. Elle continue à tourner, faisant des pauses pour mettre au monde leurs enfants, Madeline (1990) et Zoey (1994).
En 1995, son rôle dans la série télévisée Caroline in the City lui vaut une récompense. Mais au fil des 4 saisons, la série change plusieurs fois d'horaire et sa qualité se dégrade par manque d'idées. Elle fait une apparition dans l'un des épisodes de la série New York, unité spéciale (saison 6, épisode 1 : Copie conforme).
En 2012, elle prête son image à un jeu d'objets cachés intitulé Mystery Case Files : Shadow Lake, produit par les studios Big Fish.
Entre 2011 et 2017 elle interprète le rôle de Kathryn Kenish dans la série télévisée Switched (Switched at Birth).
En 2014 elle participe à la dix-neuvième saison de Dancing with the Stars. Comme l'acteur Joseph Bryan, elle est éliminée à deux semaines de la finale de l'émission.

## Filmographie

### Actrice

#### Cinéma

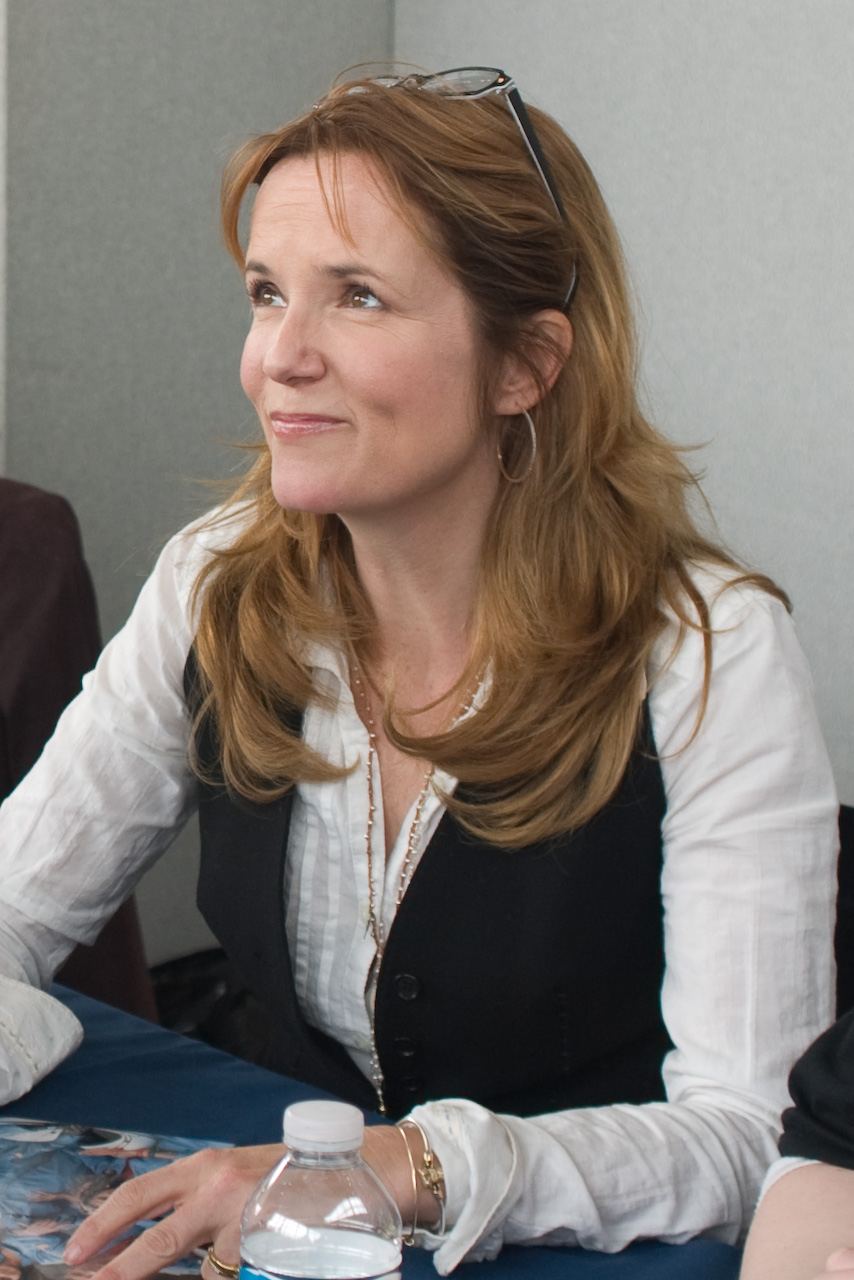
Lea Thompson en 2008.

- 1983 : Les Dents de la mer 3 (Jaws 3-D) : Kelly Ann Bukowski
- 1983 : L'Esprit d'équipe (All The Right Moves) de Michael Chapman : Lisa Litski
- 1984 : L'Aube rouge (Red Dawn) : Erica
- 1984 : Attention délires ! (The Wild Life) : Anita
- 1985 : Retour vers le futur (Back to the Future) : Lorraine Baines McFly
- 1986 : Cap sur les étoiles : Kathryn Fairly
- 1986 : Howard... une nouvelle race de héros (Howard the Duck) : Beverly Switzler
- 1987 : La Vie à l'envers (L'Amour à l'envers, Some Kind of Wonderful) : Amanda Jones
- 1988 : Casual Sex? : L'Amour au hasard : Stacy
- 1988 : Yellow Pages : Marigold de la Hunt
- 1988 : The Wizard of Loneliness : Sybil
- 1989 : Retour vers le futur II (Back to the Future Part II) : Lorraine Baines / McFly / Tannen
- 1990 : Retour vers le futur III (Back to the Future Part III) : Maggie McFly / Lorraine McFly
- 1992 : Article 99 : Dr Robin Van Dorn
- 1993 : Denis la Malice (Dennis the Menace) : Alice Mitchell
- 1993 : Les Allumés de Beverly Hills (The Beverly Hillbillies) : Laura Jackson / Laurette Voleur
- 1994 : Les Chenapans (The Little Rascals) : Mme Roberts
- 1998 : The Unknown Cyclist : Melissa Cavatelli
- 2002 : Electric : Geri Meyers
- 2002 : Fish Don't Blink : Clara
- 2003 : Haunted Lighthouse : Peg Van Legge
- 2005 : Ten Tricks : Grace
- 2005 : Come Away Home : Carol
- 2006 : 10 Tricks : Grace
- 2007 : Out of Omaha : Ginger Gainor
- 2008 : Senior Skip Day : Cathleen Harris
- 2008 : Spy School : Claire Miller
- 2008 : Balancing the Books : Rebecca
- 2008 : Exit Speed, de Scott Ziehl : Maudie McMinn
- 2009 : The Check : Darla
- 2009 : Prettyface : Mary Penny
- 2009 : Rock Slyde : Master Bartologist
- 2009 : Splinterheads : Susan Frost
- 2011 : J. Edgar : Lela Rogers
- 2013 : Call Me Crazy: A Five Film (en) : Julia
- 2014 : Le Chaos (Left Behind) : Irene Steele
- 2018 : The Year of Spectacular Men : Deb Klein
- 2018 : Sierra Burgess Is a Loser de Ian Samuels : Mme Burgess

#### Film documentaire
- 2024 : Tom Wilson: Humbly Super Famous de Thomas F. Wilson : Elle-même (film documentaire)

#### Télévision
- 1982 : MysteryDisc: Murder, Anyone? (vidéo) : Cecily Loper (Sissy)
- 1989 : Nightbreaker : Sally Matthews
- 1989 : Les Contes de la crypte (TV Saison 01 épisode 04 Beauté Meurtrière) : Sylvia Bane
- 1990 : Montana : Peg Guthrie
- 1993 : Stolen Babies : Annie Beales
- 1994 : L'Homme aux deux épouses (The Substitute Wife) : Amy Hightower
- 1995 - 1999  : Caroline in the City (série) : Caroline Duffy
- 1995 : Friends, de Gail Mancuso (série) (épisode The One with the Baby on the Bus)
- 1995 : The Unspoken Truth : Brianne Hawkins
- 1996 : The Right to Remain Silent : Christine Paley
- 1998 : De mères en filles (A Will of Their Own) : Amanda Steward (série)
- 2002 : For the People (série) : Camille Paris
- 2003 : Petit Papa voleur (Stealing Christmas) : Sarah Gibson
- 2004 : New York, unité spéciale (saison 6, épisode 1) : Michelle Osborne
- 2004 : Ed (série) : Liz Stevens
- 2005 : Jane Doe: Vanishing Act : Kathy Davis / Jane Doe
- 2005 : Jane Doe: Now You See It, Now You Don't : Kathy Davis / Jane Doe
- 2005 : Jane Doe: Til Death Do Us Part : Kathy Davis / Jane Doe
- 2005 : Miss Détective : La Pièce manquante (Jane Doe: The Wrong Face) : Kathy Davis / Jane Doe
- 2006 : Miss Détective : La mémoire envolée (Jane Doe: Yes, I Remember It Well) : Kathy Davis / Jane Doe
- 2007 : Le Combat d'une femme (A Life Interrupted) : Debbie Smith
- 2007 : Vol 732 : Terreur en plein ciel (Final Approach) : Alicia Bender
- 2008 : Un souhait pour Noël (The Mrs. Clause) : Sophie
- 2009 : Greek (série, Saison 03 épisode 18) : April (Mère de Cappie)
- 2010 : Uncle Nigel : Abby Wells
- 2010 : Moi, Arthur, 12 ans, chasseur de dragons : Laura
- 2011 - 2017 : Switched (Switched at Birth) : Kathryn Kennish
- 2011 : Mayor Cupcake, de Brian Trenchard-Smith : Mary Maroni
- 2011 : Un bungalow pour six (The cabin) : Lily MacDougal
- 2012 : Rendez-vous à Noël (Love at the Christmas Table) : Elissa Beth
- 2013 : Les Experts (CSI: Crime Scene Investigation) : Jennifer Rhodes (saison 14 épisode 7)
- 2014 : A to Z : Elle-même (série)
- 2014-2015 : Scorpion (série télévisée) : Veronica Dineen (Mère de Paige)
- 2021 : Expedition : Back to the Future : elle-même (saison 1)
- 2021 : Prochain arrêt, Noël : Evelyn
- 2023 : The Spencer Sisters (série) : Victoria Spencer

### Productrice
- 2002 : Electric
- 2011 : Mayor Cupcake

### Réalisatrice
- 2006 : Jane Doe : Miss Détective - Le Prix à payer (Jane Doe: The Harder They Fall) (téléfilm)
- 2008 : Jane Doe : Miss Détective - Le tableau Volé (Jane Doe: Eye of the Beholder) (téléfilm)
- 2013-2017 : Switched (Switched at Birth) (série télévisée - 4 épisodes)
- 2013-2020 : Les Goldberg (The Goldbergs) (série télévisée - 6 épisodes)
- 2018 : The Year of Spectacular Men
- 2018 : American Housewife (série télévisée - 1 épisode)
- 2018 : Mom (série télévisée - 1 épisode)
- 2019-2020 : Schooled (série télévisée - 6 épisodes)
- 2019 : The Kids Are Alright (série télévisée - 1 épisode)
- 2020 : Young Sheldon (série télévisée - 1 épisode)
- 2020 : Katy Keene (série télévisée - 1 épisode)

## Voix françaises
En France
| - Céline Monsarrat dans : - Retour vers le futur - Retour vers le futur 2 - Retour vers le futur 3 - J. Edgar - Switched (série télévisée) - Scorpion (série télévisée) - Sierra Burgess Is a Loser - Mark, Mary + un tas d'autres gens (en) - Caroline Beaune (*1959 - 2014) dans : - Jane Doe : Miss Détective (série de téléfilms) - Vol 732 : Terreur en plein ciel (téléfilm) - Un souhait pour Noël (téléfilm) - Magali Barney dans : - Caroline in the City (série télévisée) - Un bungalow pour six (téléfilm) | Et aussi - Catherine Lafond dans Les Dents de la mer 3 - Céline Ertaud dans L'Esprit d'équipe - Séverine Morisot dans L'Aube rouge - Élisabeth Wiener dans Howard... une nouvelle race de héros - Dorothée Jemma dans Article 99 - Brigitte Berges dans Denis la Malice - Virginie Ogouz dans Les Allumés de Beverly Hills - Danièle Douet dans L'Homme aux deux épouses (téléfilm) - Bérangère Jean dans Ed (série télévisée) - Élisabeth Fargeot dans Petit Papa voleur (en) (téléfilm) - Sylvie Santelli dans The Dog Lover - Bénédicte Charton dans Star Trek: Picard (série télévisée) - Sandra Macedo dans Mauvaise connexion ! (en) |

## Distinctions

### Récompenses
- 1988 : prix du jeune artiste (Young Artist Award) pour La Vie à l'envers (1987).

### Nominations
- 1986 : nomination au Saturn Award du meilleur second rôle féminin pour Retour vers le futur (1985).
- 1997 : nomination au Golden Satellite Award du meilleur rôle féminin dans une série télévisée pour Caroline in the City (1995).